# USS Nashville (CL-43)
Pour les autres navires du même nom, voir USS Nashville.
L'USS Nashville (CL-43) est un croiseur léger de classe Brooklyn construit pour l'United States Navy dans les années 1930. Il est le deuxième navire de l'US Navy à porter le nom de la capitale du Tennessee.
Le Nashville est mis sur cale aux chantiers navals de la New York Shipbuilding Corporation installés à Camden (New Jersey) le 24 janvier 1935, il est lancé le 2 octobre 1937 et admis au service actif le 6 juin 1938 sous le commandement du capitaine William W. Wilson.

## Entre-deux-guerres

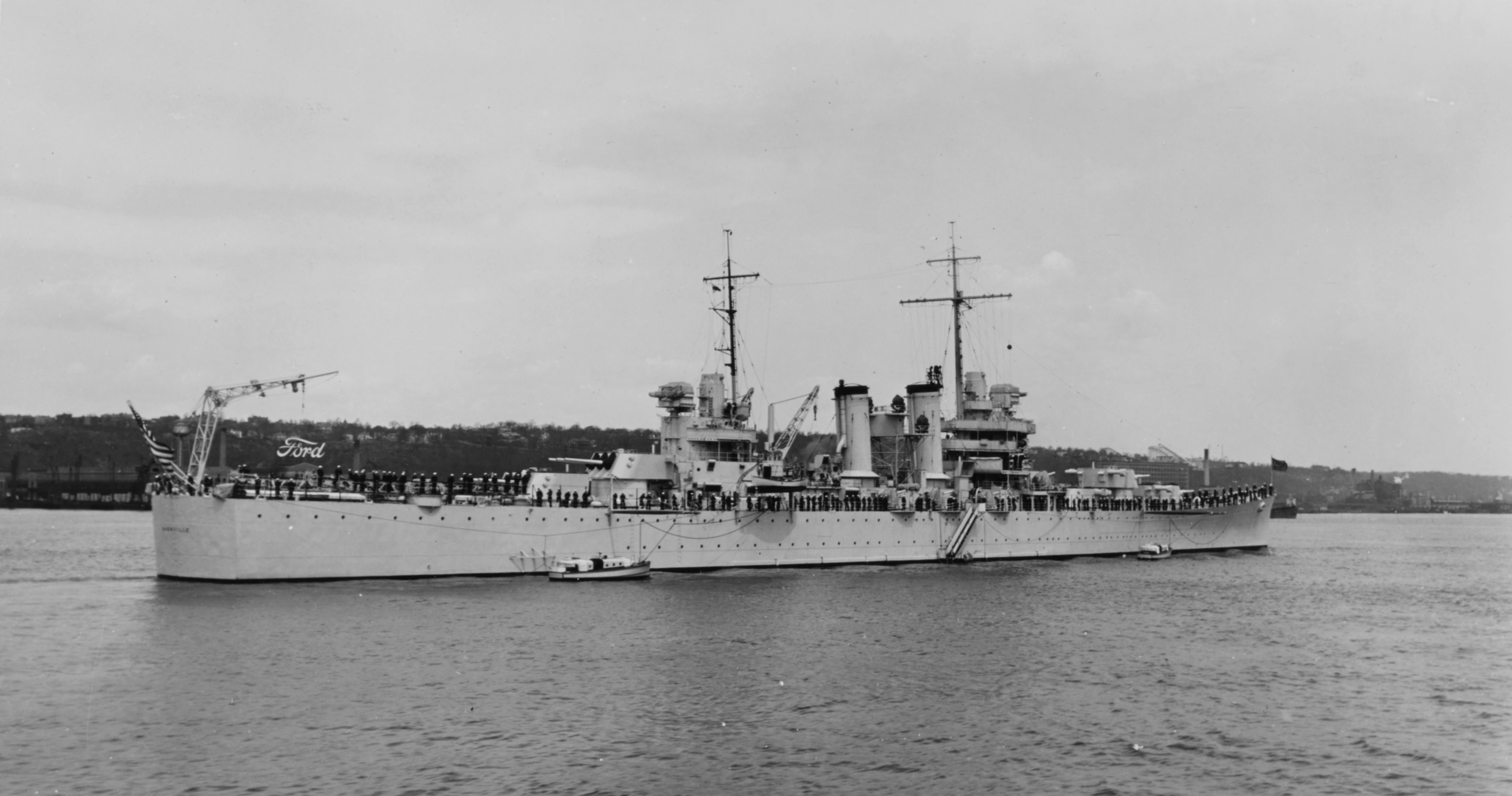
Le Nashville dans l'Hudson en 1939.

Une fois armé, le Nashville appareilla de Philadelphie le 19 juillet 1938 pour sa croisière de mise en condition dans les Caraïbes. Début août, il appareilla pour l'Europe, faisant escale à Cherbourg et Portland (Angleterre) avant de rentrer à l'arsenal de Brooklyn le 30 décembre, débarquant de l'or britannique et retourna à Philadelphie le 5 octobre 1938.
Au printemps 1939, le Nashville transporta la délégation américaine à la conférence de défense panaméricaine qui se tenait à Rio de Janeiro, au Brésil, avant de rentrer à Annapolis le 20 juin 1939. Trois jours plus tard, le 23 juin, il appareilla pour le Pacifique via le canal de Panama, arrivant à San Pedro (Californie) le 16 juillet 1939 restant près de deux ans sur la côte ouest. En février 1941, le Nashville et trois autres croiseurs transportèrent des Marines sur l'île de Wake. Le 20 mai 1941, il quitta Pearl Harbor pour la côte est, arrivant à Boston le 19 juin et participa au mois de juillet à l'escorte du convoi transportant la 1re brigade de Marines en Islande pour relever les troupes britanniques.

## Seconde Guerre mondiale
D'août à décembre 1941, le Nashville fut basé aux Bermudes pour participer aux patrouilles de neutralité dans l'Atlantique. Après l'attaque japonaise sur Pearl Harbor, il assura l'escorte de convois en direction de l'Islande pour le ravitaillement des Marines et de jusqu'en février 1942.

### Raid de Doolittle
Le 4 mars 1942, il retrouva le porte-avions Hornet en baie de Chesapeake et escorta le croiseur jusqu'à San Diego le 20 mars 1942. Le porte-avions et le croiseur arrivèrent à San Diego le 20 mars avant de gagner San Francisco, puis de repartir le 2 avril avec seize bombardiers B-25 et leurs équipages sous le commandement du Lieutenant Colonel Jimmy Doolitle, en vue du raid de Doolittle. Le 13 avril, le porte-avions et le croiseur retrouvèrent les autres navires d'escorte, s'agissant du porte-avions Enterprise, des croiseurs lourds Vincennes, Salt Lake City et Northampton et des destroyers au nord de Midway. Le 17 avril, les destroyers à court de carburant quittèrent la Task Force qui accéléra pour gagner la zone de lancement à 500 milles marins. Le lendemain, une vedette japonaise qui signala la présence de la Task Force fut coulée par des avions, avant qu'une deuxième vedette ne soit coulée par le Nashville. La surprise étant éventée, les B-25 furent lancés à 650 milles du Japon et une fois les avions lancés, la force d'attaque américaine regagna les îles Hawaï, arrivant à Pearl Harbor le 25 avril 1942.

### Navire amiral

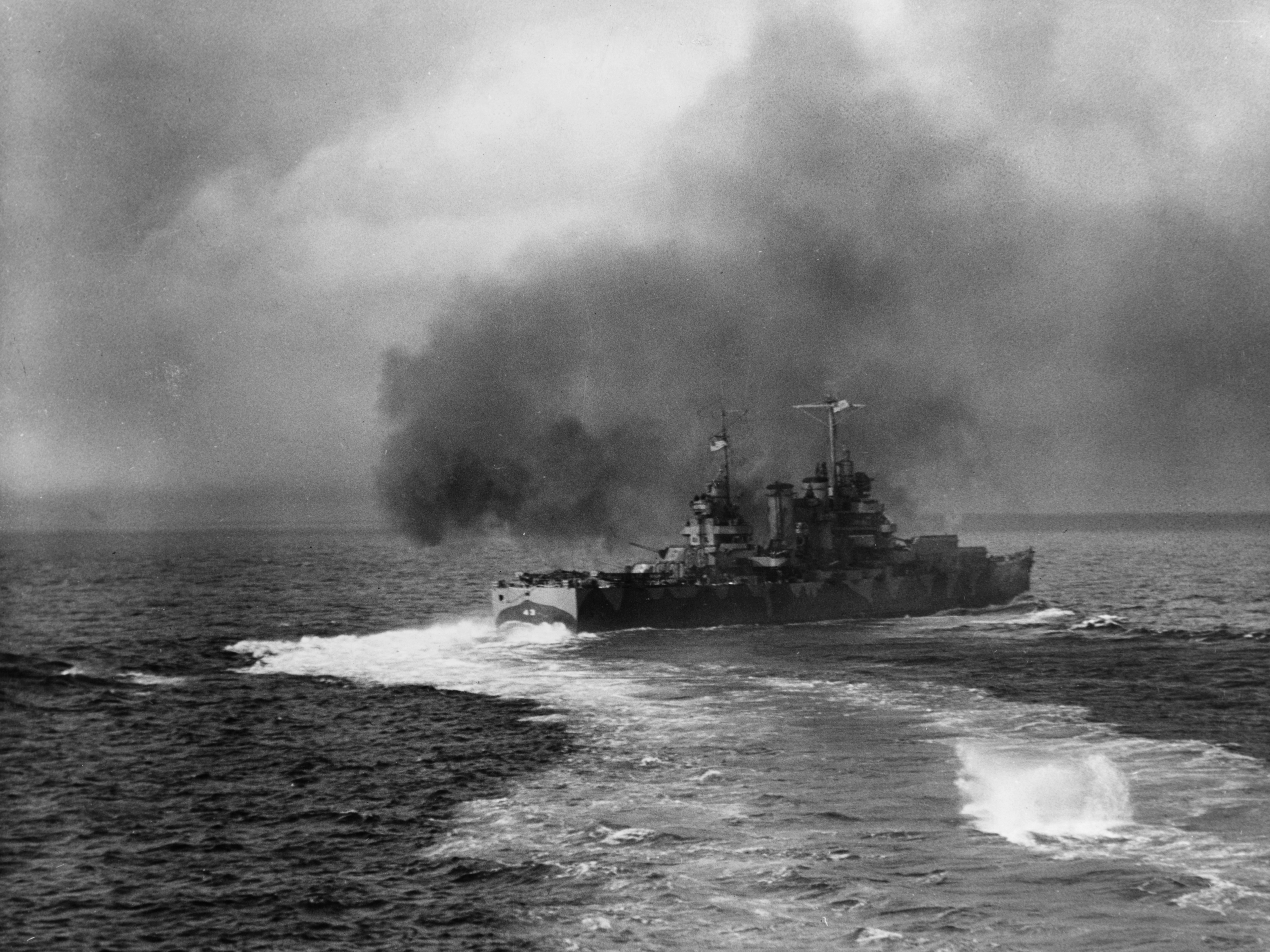
Le Nashville bombardant Kiska le 8 août 1942.

Le Nashville quitta Hawaï le 14 mai pour devenir le navire amiral de la Task Force 8 (TF 8) chargée de défendre l'Alaska et les Aléoutiennes, arrivant à Dutch Harbor le 26 mai 1942. La force opérationnelle était composée de ses sister-ships Phoenix et Honolulu ainsi que deux croiseurs lourds et 6 destroyers. Huit jours plus tard, une force navale japonaise commandée par Isoroku Yamamoto attaqua les Aléoutiennes pour une diversion de leur action principale contre Midway. Avec un épais brouillard, les américains furent incapables de localiser les navires japonais qui débarquèrent sur Attu et Kiska. Jusqu'au mois de novembre 1942, le Nashville patrouilla dans les Aléoutiennes, bombardant notamment les installations côtières japonaises de Kiska les 7 et 8 août 1942.
Le Nashville arriva à Pearl Harbor le 22 novembre 1942 et gagna les Fidji où il arriva le 24 décembre 1942. À Espiritu Santo (Nouvelles Hébrides), il devint le navire amiral de la TF 67, escortant des convois à Guadalcanal en compagnie des croiseurs légers Helena et St. Louis, infligeant de sévères dommages sur l'aérodrome de Munda dans la nuit du 3 au 4 janvier 1943. Il mena d'autres missions de bombardement, notamment à Kolombangara et en Nouvelle-Géorgie. Dans la nuit du 11 au 12 mai, alors qu'il pilonnait l'aérodrome de Vila (Kolombangara), une charge explosa dans une des trois tourelles avant, tuant 18 marins et en blessant 17 autres.
Quittant Espiritu Santo le 22 mai, le Nashville arriva au Mare Island Naval Shipyard pour des réparations et des modernisations. Il quitta la Californie le 6 août, arrivant à Pearl Harbor le 12 août pour retrouver les groupes de porte-avions qui bombardaient depuis deux mois Marcus et Wake. Durant les sept mois suivant, il bombarda des cibles en Nouvelle-Guinée et dans les îles de l'Amirauté, notamment au cours des débarquements de l'armée à Hollandia les 22 et 23 avril ou Biak le 27 mai. Le 4 juin, il souffrit de légers dommages à cause d'un « coup à toucher » d'une bombe japonaise.
Après des réparations à Espiritu Santo, le Nashville transporta deux fois le général Douglas MacArthur et son état-major pour le débarquement de Morotai (Indes Néerlandaises) à la mi-septembre. Il transporta également le général MacArthur aux Philippines. Il assura également l'appui des débarquements amphibies à Leyte en octobre 1944 puis les autres débarquements en Philippines en novembre 1944.

### Attaquekamikaze

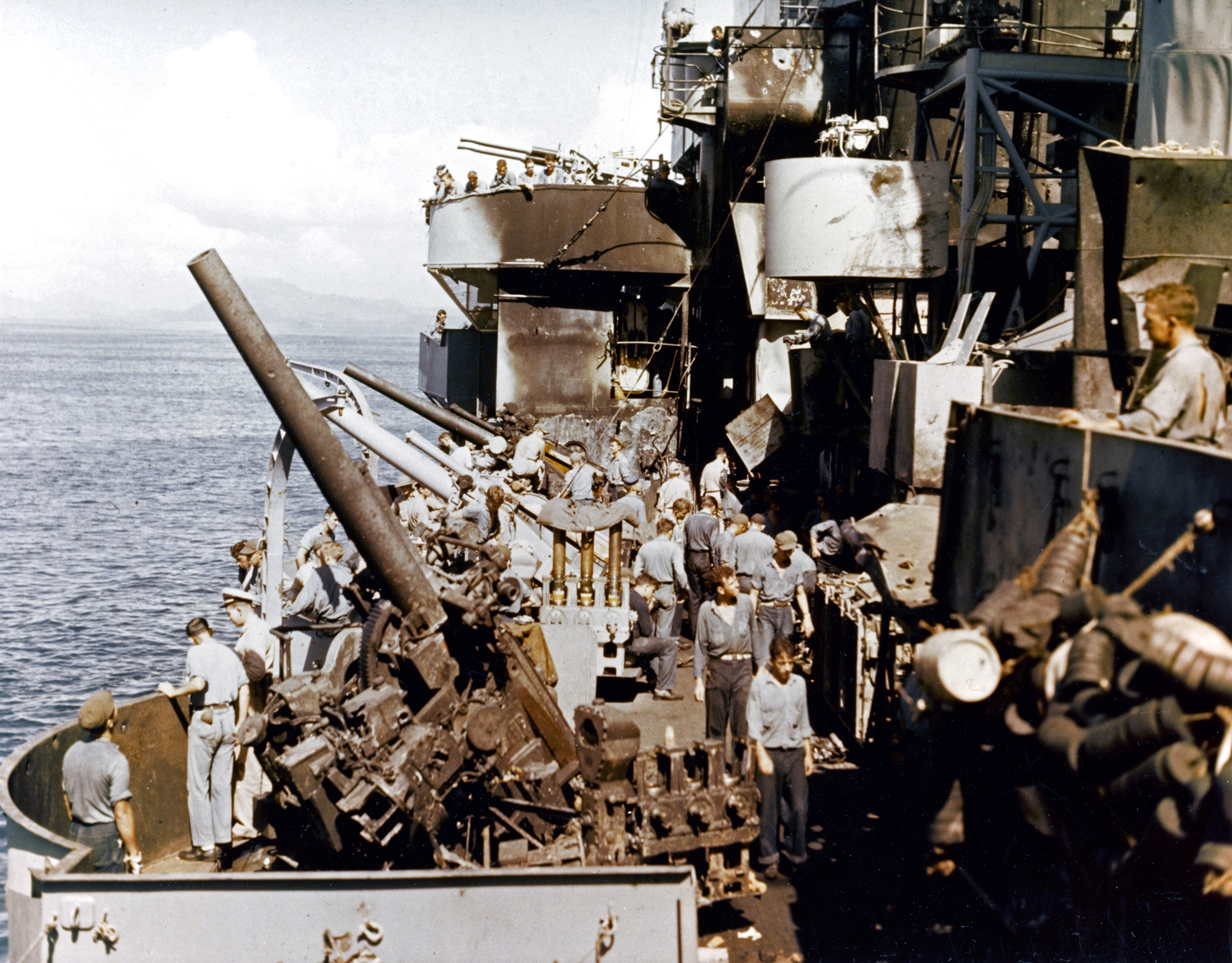
L'équipage nettoie la batterie de 5 pouces du Nashville après l'attaque kamikaze.

Le 13 décembre 1944, le croiseur léger fut touché par un kamikaze près de l'île Negros, aux Visayas, l'avion s'écrasant à bâbord sur les affûts doubles de 127 mm, les bombes du kamikaze explosant à 3 mètres sous le pont principal. L'essence s'enflamma et les munitions explosèrent. 133 marins furent tués et 190 blessés.
Le commandant de la force, le contre-amiral Arthur Dewey Struble, nomma le Dashiell navire amiral. Le Nashville quitta la zone de combat pour le Puget Sound Naval Shipyard via la baie de San Pedro et Pearl Harbor, arrivant à destination le 12 janvier 1945. Le croiseur fut déclaré disponible le 12 mars et quitta la Californie le 15 avril après remise en condition. Arrivant à la base navale de Subic Bay le 16 mai, le croiseur devint le navire amiral de la TF 74, assurant des missions d'appui de feu à Burnei, Borneo et protégeant les porte-avions dans le détroit de Makassar et au large des Indes Néerlandaises. Le 29 juillet, il effectua une brève sortie de Subic pour intercepter un convoi japonais localisé au large de l'Indochine.

## Après-guerre

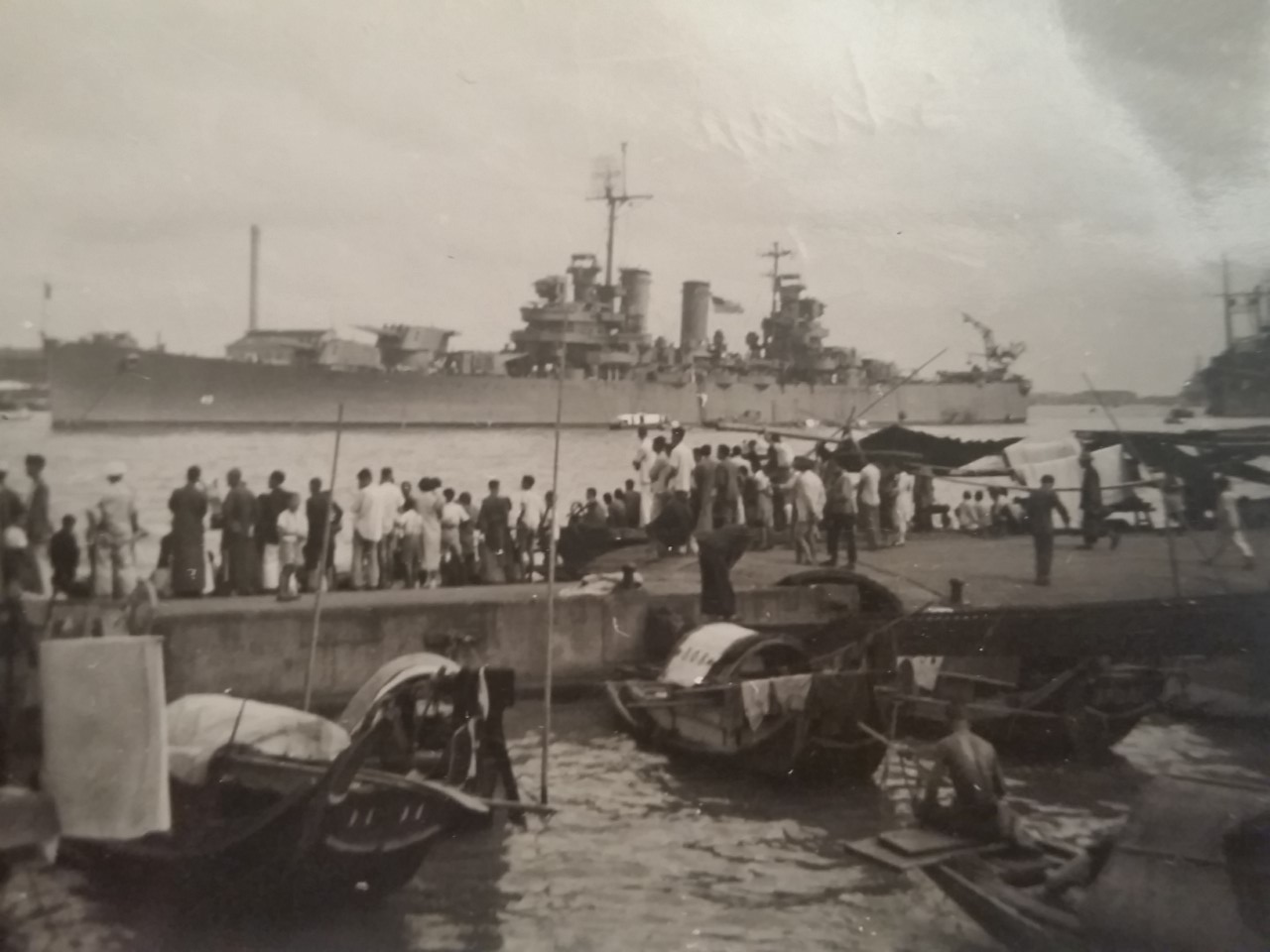
Le Nashville patrouillant dans le fleuve Yangtze en Chine, en octobre 1945.

Le Nashville, nommé navire amiral de la TF 73, entra dans le port de Shanghai le 19 septembre 1945. Le croiseur léger cessa d'être navire amiral le 17 novembre et gagna la côte ouest avec son bord 450 vétérans dans le cadre de l'opération Magic Carpet, embarquant 90 autres vétérans lors d'une escale à Hawaï.
Arrivé à San Pedro le 3 décembre 1945, le croiseur appareilla à nouveau pour le Pacifique, gagnant Eniwetok et Kwajalein pour ramener aux États-Unis les troupes fraîchement démobilisés. Le 3 janvier 1946, il assista le transport de troupes St. Mary's, transbordant 1 800 hommes et prenant le navire en remorque jusqu'à ce que des remorqueurs prennent le relais au large de San Francisco le 6 janvier 1946.

### Marine chilienne
Le Nashville quitta San Francisco le 21 janvier 1946, arrivant à Philadelphie quelques jours plus tard, y étant désarmé le 24 juin 1946. Il resta quatre ans et demi en réserve jusqu'au 9 janvier 1951, date à laquelle il fut vendu à la marine chilienne et rebaptisé Capitán Prat (CL-03). Il fut renommé Chacabuco en 1982 après l'arrivée du HMS Norfolk (en) qui fut rebaptisé du même nom. Le Chacabuco fut vendu le 29 avril 1983, désarmé en 1984 et démoli l'année suivante à Taiwan.